# 劉彭年 (清朝)
劉彭年（1859年—？），直隸天津縣人，清朝進士、政治人物。
光緒十五年（1889年）己丑科進士，同年五月，改翰林院庶吉士，散館改刑部候補主事、刑部安徽司主稿、刑部四川司主事。光緒二十六年，升刑部湖廣司員外郎；次年改刑部江西司郎中。光緒二十八年，任協理湖廣道監察御史、掌湖廣道監察御史。宣統元年，民政部右丞。